# Le Rideau (de Witte)
Le Rideau est un dessin réalisé en 1890 par Adrien de Witte, peintre belge et professeur à l'Académie royale des beaux-arts de Liège. L'œuvre, « d'une virtuosité sensible », est conservée depuis 2020 au Minneapolis Institute of Art.

## Élaboration et genre artistique
L'artiste effectue ce dessin allégorique au crayon noir et bâton de craie en 1890. Né en 1850, il dessine depuis sa plus tendre enfance, encouragé par son père qui est lui-même artiste peintre,. Pour le jeune Adrien, « le dessin n'est pas un travail, mais un amusement qui contente un instinctif besoin ». Après avoir étudié à l'Académie royale des beaux-arts de Liège et séjourné cinq ans à Rome comme boursier de la Fondation Lambert Darchis, il revient en 1885 dans sa ville natale, où il va enseigner le dessin à l'Académie pendant plus de 35 ans,.
De Witte fait preuve « d'un souci de vérité objective dans le rendu de la réalité » et, plus concrètement dans le domaine du dessin, « d'une virtuosité sensible ». Comme le remarque Françoise Clercx-Léonard-Etienne en 1981, ses œuvres de jeunesse « possèdent dèjà les qualités de synthèse et de vérité que l'on retrouve jusque de ses œuvres tardives ». Jules Bosmant le commente déjà en 1930 quand il compare deux œuvres de l'artiste, l'une de jeunesse et l'autre de maturité, il « sent le même cerveau, le même cœur, la même main ouvrière ».

## Parcours de l'œuvre
Aucun dessin nommé Le Rideau n'apparaît répertorié pour l'année 1890 dans le catalogue de l'œuvre d'Adrien de Witte qu'effectuent Charles Delchevalerie et Armand Rassenfosse en 1927. Il faut néanmoins prendre en compte que cet inventaire est incomplet, comme l'indique Armand Rassenfosse en note de page du catalogue : « Il existe de très nombreux croquis et de nombreux portraits de famille et d'amis, ainsi que d'autres dessins de tous genres exécutés au fusain, au crayon noir, à la mine de plomb, à la plume, au lavis et en peinture, qu'il est absolument impossible de dénombrer exactement ».
L'œuvre est achetée à la Galerie Maurice Tzwern de Bruxelles par l'historien de l'art et professeur d'université Gabriel Weisberg qui, en 2020, en fait don au Minneapolis Institute of Art.

## Description
Le site web du Minneapolis Institute of Art décrit le dessin en ces termes :

« Une jeune femme aux cheveux longs se tient au bord d'une scène devant un grand rideau richement brodé. Elle porte une couronne d'épines. Elle est la « Madre Misericordia », la Mère de la Miséricorde, l'un des nombreux titres conférés à Marie la mère de Jésus par ses fidèles dans l'Église catholique romaine. Sa tenue simple – jupe longue, chemisier sans manches et sandales – souligne son humilité. Elle regarde un public invisible, relevant le rideau alors qu'elle montre ce qui se cache derrière. Dans l'ombre, nous pouvons distinguer six personnages entassés. Deux enfants au premier plan. Plus loin, nous trouvons deux femmes, l'une jeune, l'autre plus âgée. Au fond, nous pouvons distinguer deux autres personnages, peut-être un couple âgé. Ce sont les opprimés, les pauvres, les oubliés. La Mère de la Miséricorde nous rappelle notre devoir de nous souvenir d'eux et de les aider. »

Le site web remarque aussi qu'en 1890, année où l'artiste effectue le dessin, « des mauvais investissements de la Barings Bank en Amérique du Sud ont fait boule de neige et provoquent une panique financière internationale. Celle-ci entraîne une détérioration des conditions de vie, déjà difficiles auparavant, de gens comme ceux derrière le rideau ».

## Expositions
- 2022-2023 : Reflections on Reality : Drawings and Paintings from the Weisberg Collection, du 14 mai 2022 au 26 mars 2023, Minneapolis Institute of Arts, Minneapolis (catalogue no 189)[13],[14].